# São João do Caiuá
São João do Caiuá là một đô thị thuộc bang Paraná, Brasil. Đô thị này có diện tích 304,412 km², dân số năm 2007 là 6151 người, mật độ 20,1 người/km².